# وسق
الوسق هو مكيال من 
أصل الكلمة: قيل له الوسق لأنه حمل بعير تقول العرب أوسقت البعير إذا أوقرْته ووسق الشيء بمعنى ضمه إلى بعضه بعضا. وقد ورد في الحديث الشريف:عن أبي سعيد مرفوعا :«ليس فيما دون خمسة أوسق صدقة»
الوسق يساوي ستون صاعا .
- عند الحنفية الوسق يساوي 195 كيلوغرام.
- وعند الجمهور: 122.4 كيلوغرام.

## المصدر
- كتاب حقيقة الدينار والدرهم والصاع والمد لأبي العباس أحمد العزفي السبتي.
- علي جمعة المكاييل والموازين الشرعية.